# Patentni zatvarač
Patentni zatvarač ili smičak je zupčni zatvarač koji služi za zakopčavanje i otkopčavanje odjeće i nekih drugih predmeta.
Patentni zatvarač osmišljen je 29. kolovoza 1893., a njegov tvorac bio je inovator Whitcomb Judson koiji ga je nazvao "clasp-locker."  Ovaj prototip je bio pomalo nespretan i često se znao zaglaviti. Judson i njegov poslovni suradnik Lewis Walker nosili su ga 1893. na Svjetskom sajmu u Chicagu ušivenim na svojim čizmama, ali javnost je ovaj njegov proizvod ignorirala. Tek je švedski inženjer Gideon Sundback remodelirao ovaj proizvod tako da je bio djelotvorniji i pouzdaniji a američka vojska koristi ga na odjeći i opremi svojih vojnika u Prvom svjetskom ratu. 
Do kasnih 1920.-tih godina patentni zatvarač nalazi se već na svim vrstama odjeće i obuće, a od 1930.-tih prihvatila ga je modna industrija širom svijeta. 
Slovenac Peter Florjančič kojemu se pripisuje izumi okvira za dijapozitive, zračnog jastuka (1957) i raspršivača (atomizer) za male bočice prvi je napravio 1948. plastični patentni zatvarač.
Patentni zatvarač svojom pojavom nikad nije iz upotrebe izbacio puceta jer je njihova namjena praktičnost (sportska i vojna oprema), a ne moda.
Ostali nazivi za ovaj predmet su tuđice koje se često više-manje spominju, to su ciferšlus i rajsferšlus

## Proizvođači
- YKK (Japan)
- riri (Švicarska)